# 錫榮
錫榮 (1815年—? )，字春圃，苏完富察氏，内务府满洲正白旗人，晚清政治人物。

## 生平
錫榮於道光丁酉年中举，二十七年（1847年）考中丁未科三甲第九十一名進士，與張之萬、李鴻章、沈葆楨等同年。咸丰九年（1859年）署江西萍鄉知縣，次年卸任。同治八年（1869年）再署，次年由王明璠接替。曾與明璠等修同治《萍鄉縣志》，

## 著作
著有《民傭子文存》、《芸窗诗草》、《擬七十二候诗》、《文山试律约编》。

## 外部連結
- 唉喳（關於錫榮的民間故事） 中國萍鄉網